# Dennis Meadows
Dennis L. Meadows (nacido el 7 de junio de 1942) es un científico estadounidense, profesor emérito de Administración de Sistemas, y antiguo director del Institute for Policy and Social Science Research en la Universidad de Nuevo Hampshire.  Es ampliamente conocido por ser coautor del informe Los límites del crecimiento.

## Biografía
Comenzó trabajando en el Instituto Tecnológico de Massachusetts (MIT) en la década de 1960. Entre 1970 y 1972, en el MIT, fue el director del Club of Rome Project on the Predicament of Mankind del que partió el citado informe Los límites del crecimiento. Posteriormente Meadows ha sido profesor titular en las facultades de gestión, ingeniería y ciencias sociales. Así mismo, ha sido durante muchos años director de un programa de postgrado basado en los negocios y la ingeniería. También ha realizado talleres, y desarrollado juegos estratégicos, a la vez que impartía conferencias en más de 50 países. 
Meadows ha sido director en tres institutos universitarios de investigación: en el MIT, en el Dartmouth College y en la Universidad de Nuevo Hampshire. Es además expresidente de la Sociedad Internacional de Dinámica de Sistemas, y de la Asociación Internacional de Simulación y Juegos.
También ha sido consultor sobre el gobierno, la industria y los grupos sin ánimo de lucro para la administración de los Estados Unidos, y para otros países. Fue cofundador del Grupo Balaton, una red internacional de profesionales de más de 30 naciones, que analizan temas sobre la ciencia, la política pública y el desarrollo sostenible.
Ha recibido numerosos premios internacionales por su trabajo, entre ellos el Premio Japón en 2009.

## Selección de publicaciones
- 1970 -  Dynamics of commodity production cycles.
- 1972 - Los Límites del crecimiento: informe al Club de Roma sobre el predicamento de la humanidad, Fondo de Cultura Económica, 01/01/1972 - 255 páginas.[4]
- 1973 -  Toward global equilibrium: collected papers.
- 1975 -  Beyond growth: essays on alternative futures.
- 1974 -  Dynamics of Growth in a Finite World.
- 1992 - Más allá de los límites del crecimiento, Círculo de Lectores, 1993 - 355 páginas.[5]
- 1995 - The Systems Thinking Playbook.
- 2004 - Los límites del crecimiento. 30 años después, Galaxia Gutenberg, ISBN 84-8109-601-6.[6]
- 2012 - Les limites à la croissance (dans un monde fini), (par Donella et Dennis Meadows, Jorgen Randers), Rue de l'Echiquier, 425 p.